# 维金塔斯

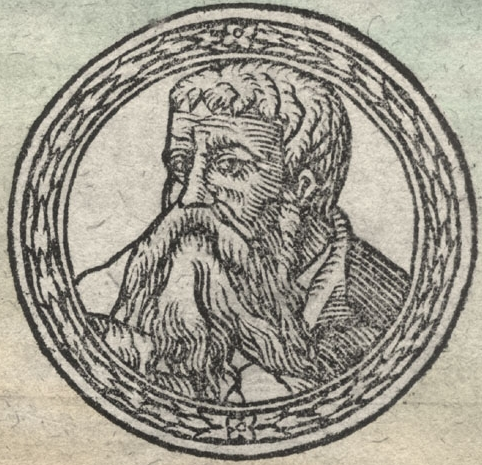
1578年亚历山大·瓜格尼尼编年史中维金塔斯像

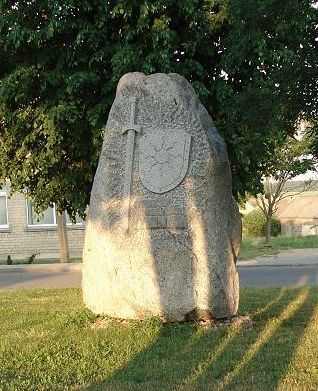
特韦拉伊维金塔斯公爵纪念碑

维金塔斯（？—约1253年）是萨莫吉希亚公爵和未来的立陶宛国王明道加斯的对手。1236年苏勒战役，他可能领导萨莫吉希亚军队大败利沃尼亚骑士团，使其处在崩溃边缘，被迫并入条顿骑士团成为其分支。 
1248年明道加斯派他和陶特维拉斯与埃迪维达斯在一次军事行动中对阵斯摩棱斯克。他们战败，结果明道加斯试图夺去他们的领地。三个人于是成立反对明道加斯的巨大同盟，其中还包括陶特维拉斯的妹夫哈利奇的丹尼尔、利沃尼亚骑士团、和萨莫吉希亚。哈利奇-沃里希连公爵试图掌控黑鲁塞尼亚，此时此地被瓦伊什维尔卡斯统治。 
1250年，利沃尼亚骑士团发起两次主要袭击，一次针对纳尔希亚，另一次则针对明道加斯领地和萨莫吉希亚仍支持他的地带。但是，明道加斯成功贿赂骑士团团长安德烈亚斯·冯·斯蒂尔兰，而后者还为1236年惨败一事耿耿于怀。明道加斯随后受洗，加冕为立陶宛国王。作为报答他同意割让西立陶宛的一些土地。1252年，陶特维拉斯和他剩余的盟友在沃鲁塔，这个有时被认为是立陶宛第一个首都的地方袭击明道加斯。这次进攻失败，陶特维拉斯撤至特韦拉伊（位于现列拉瓦斯）以求自保。维金塔斯死于约1253年，陶特维拉斯逃到哈利奇-沃里希连去投靠他妹夫。1253年，作为承诺，明道加斯得到加冕。 
维金塔斯的姐妹与明道加斯的兄弟道斯普伦加斯结婚。